# Ахмад аль-Ахвази
Ахмад ибн ал-Хусайн ал-Ахвази ал-Катиб (ок. 940) — персидский математик и астроном, уроженец Ахваза. Принадлежал к школе натурфилософов и отличался глубокими познаниями в естественных науках древних. Работал в «Доме мудрости» в Багдаде.
Ал-Ахвази написал комментарий к X книге «Начал» Евклида. Его классификация иррациональностей совпадает с классификацией Евклида, но проводится с арифметической точки зрения и сопровождается числовыми примерами.
Ал-Ахвази выступил с критикой тригонометрических таблиц ал-Хорезми. Ал-Бируни посвятил большой труд примирению точек зрения ал-Хорезми и ал-Ахвази.
Ал-Ахвази составил также трактат по астрономии и «Книгу о весах».